# Rebellion (Linkin Park)
Rebellion is een nummer van de Amerikaanse alternatieve-rockgroep Linkin Park. Het is geschreven door Chester Bennington, Mike Shinoda en Daron Malakian van System of a Down. De productie gebeurde door Shinoda en gitarist Brad Delson voor het zesde studioalbum The Hunting Party dat 13 juni 2014 uitkwam. 
Op dinsdag 3 juni was Bennington te gast tijdens het radioprogramma van Zane Lowe op BBC Radio 1 om te spreken over het album en om vragen van de fans te beantwoorden.  Halverwege de uitzending werd Rebellion voor het eerst afgespeeld op de radio. Hiermee wordt het, na The Catalyst, Lies Greed Misery en Until It's Gone het vierde nummer dat in deze radioprogramma debuteert.

## Tracklist
| Nr. | Titel                            | Schrijver(s) | Duur  |
| --- | -------------------------------- | ------------ | ----- |
| 1.  | Rebellion (feat. Daron Malakian) | Linkin Park  | 03:44 |

Emily Armstrong · Chester Bennington · Rob Bourdon · Colin Brittain · Brad Delson 
Dave Farrell · Joe Hahn · Scott Koziol · Mike Shinoda · Mark Wakefield